# ピアノ五重奏曲 (フンメル)
ピアノ五重奏曲 変ホ短調 作品87 は、ヨハン・ネポムク・フンメルが1802年に作曲したピアノ五重奏曲。

## 概要
「音楽の都」ウィーンには成功を夢見て各地から多くの音楽家が集まってきており、フンメルもそうした一人であった。モーツァルト、アルブレヒツベルガー、サリエリといった著名人の薫陶を受けた彼は、優れたピアニストとして名を挙げていくことになる。本作は1802年10月に書き上げられた。フンメルがウィーンの街でベートーヴェンとライバル関係にあった時期である。ピアノのヴィルトゥオーソであったフンメルらしく、曲中全ての楽章でピアノが中心となって活躍し、時に技巧的なパッセージを挿入して華を添えている。
フランツ・シューベルトは1819年に本作と同じ編成でピアノ五重奏曲『鱒』作曲しているが、これはジルフェスター・パウムガルトナーの委嘱によるものだった。パウムガルトナーはフンメルの五重奏曲を演奏する団体のための新作を求めていたため、例として本作をシューベルトに示して同じ編成をリクエストしたのであった。本作の楽譜の出版は1822年であるため、パウムガルトナーは草稿の形で曲を把握していたことになる。完成から長い期間にわたり演奏されていたことからは、当時の本作の人気のほどが窺える。

## 楽器編成
この作品は作曲当時にピアノ五重奏曲として一般的だった編成で書かれている。すなわち、後の時代に主流になるヴァイオリン2、ヴィオラ、チェロ、ピアノではなく、ヴァイオリン、ヴィオラ、チェロ、コントラバス、ピアノという編成である。シューベルトのピアノ五重奏曲も同じ編成を用いて書かれている。フンメルは後に七重奏曲をピアノ五重奏に編曲する際にも同じ編成を用いている。

## 楽曲構成
4つの楽章で構成される。演奏時間は約21分半。

### 第1楽章
Allegro e risoluto assai 2/2拍子 変ホ短調
特徴的な4音のモチーフの強奏で幕を開ける（譜例1）。このモチーフは様々な楽器により、様々に装いを変えて幾度も登場する。
譜例1
続くカンタービレの主題はヴィオラが導入し、ヴァイオリンが歌い継いでいく（譜例2）。さらにこれをピアノが受ける。
譜例2
ピアノの速い動きに彩られた結尾で提示部をまとめて冒頭からの反復となる。展開部は冒頭のモチーフを中心に構成され、譜例1の再現により再現部に移行する。譜例2の再現の代わりに弦楽器がフガート風に入り、そのままピアノによる第2楽節に接続される。最後は冒頭のモチーフを回想するコーダが置かれ、静まりながら楽章に幕が下ろされる。

### 第2楽章
Menuetto: Allegro con fuoco 3/4拍子 変ホ短調
メヌエットと記載されるも暗く劇的な曲調で、マンヘイムはスケルツォと記載している。ピアノと弦楽器が交代する譜例3によって開始する。
譜例3
メヌエット部の前半後半の反復を終えるとトリオに入る（譜例4）。トリオも前半後半が各2回ずつ奏される。
トリオの後はメヌエットに戻るが、ダ・カーポするのではなく別途譜面が用意されている。

### 第3楽章
Largo 4/4拍子 変ホ長調
終楽章への導入の役割を担う、30小節からなる小規模な楽章である。調性不明瞭な和音による前奏に続いて豊かな装飾に彩られた旋律が奏される（譜例5）。
譜例5
カデンツァ風のパッセージが置かれた楽章の最後にはアタッカと指定されており、休みを置かずに終楽章へ接続される。

### 第4楽章
Finale: Allegro agitato 2/4拍子 変ホ短調
ロンド形式。冒頭から譜例6の主題が示される。
譜例6
続く楽想では急速なピアノの16分音符が駆けまわる（譜例7）。
譜例7
譜例6の再現が行われた後、ヴィオラから新しい旋律が提示される（譜例8）。この部分は前半楽節、後半楽節を繰り返すように書かれており、ピアノが伴奏に徹する中でヴィオラ、ヴァイオリン、チェロが次々に旋律を受け持っていく。
譜例8
ごく短い譜例6の再現は譜例7の再現に取って代わられ、コーダを経て全曲に終止符が打たれる。